# جان پینکرتن

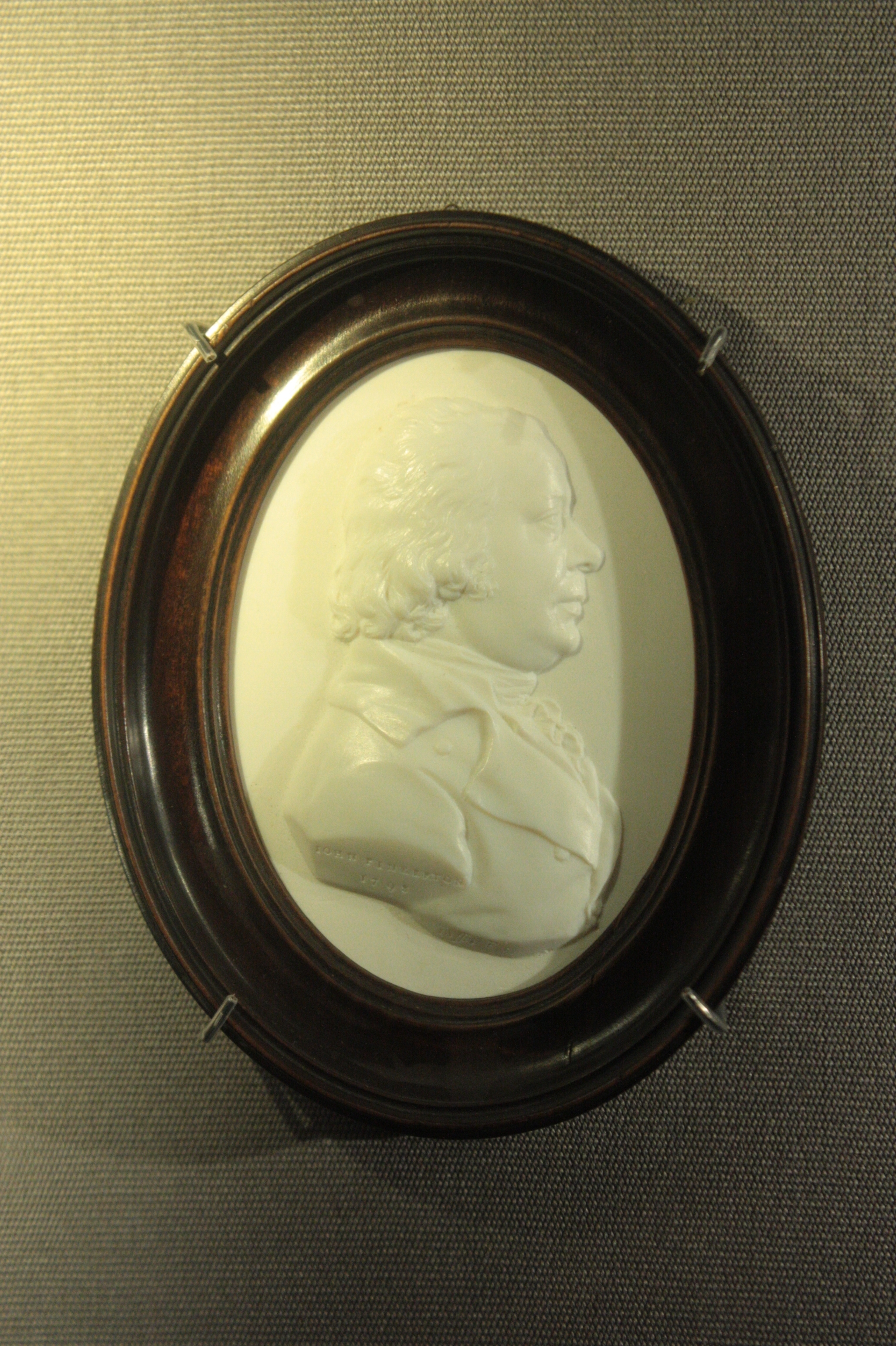
پرتره پینکرتن

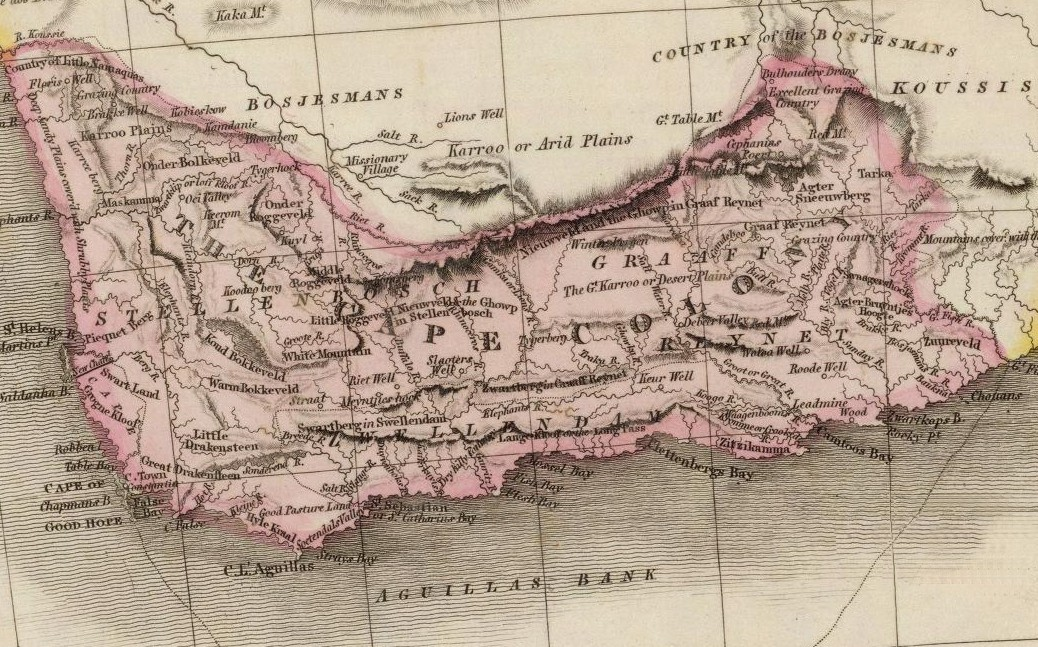
نقشه‌ای از پینکرتن

جان پینکرتن (انگلیسی: John Pinkerton) (۱۷۵۸–۱۸۲۶) عتیقه‌شناس، نقشه‌بردار، نقشه‌نگار، نویسنده، سکه‌شناس، تاریخ‌دان، و از نخستین هواخواهان نگره برتری نژادی ژرمن بود.
او زاده ادینبرو بود. در دانشگاه ادینبرو رشته حقوق را برگزید و پیشه وکالت را در پیش‌گرفت. اما به سبب آموخته‌های نوجوانی ش و آگاهی گسترده‌یی که از ادبیات قدیم داشت، هنگامی که پس از دانش‌آموختگی در این شهر ماند تا بتواند دوره کارآموزی ش در رشته حقوق را به انجام برساند، گرایش‌های علمی و ادبی ش باعث شد تا پیشه وکالت را بهلد و پی تاریخ و ادبیات گیرد.
پینکرتن در مکتب نقشه‌برداری ادینبورو استادی شناخته‌شده بود که کمابیش از سال ۱۸۰۰ تا ۱۸۳۰ دیرید. پینکرتن در کنار جان تامسون و جان کری با تغییر دادن کره‌هایی دقیق نقشه‌برداری را تعریفی تازه دادند. کار اصلی پینکرتن «اطلس امروزین پینکرتن» بود، که از سال ۱۸۰۸ تا ۱۸۱۵ (میلادی) منتشر شد. نقشه‌های پینکرتن امروز به دلیل کیفیت، اندازه، رنگ‌آمیزی و جزئیات شان بسیار ارزشمند اند.